# Casque d'Agris
Le casque d'Agris est un casque gaulois en fer, bronze, or, argent, et corail, découvert au cours d'une fouille  en mai 1981 dans la grotte des Perrats à Agris en Charente, près de La Rochefoucauld sur le territoire d'un peuple celte dont le nom reste inconnu (désigné par commodité Écolismiens, d'après le nom de sa capitale Ecolisma sous le Bas-Empire romain,). 
Sa fabrication est datée du second quart du IVe siècle av. J.-C. Légèrement restauré, il est exposé au musée d'Angoulême. Les techniques mises en œuvre, les matériaux et procédés de décoration et leur mise en forme, font du casque d'Agris une illustration des solides relations à longue distance et des courants d'échanges traversant l'Europe, le monde balkanique et le monde étrusque et grec, échanges qui constituèrent les moteurs de mutations affectant l'extrême occident de l'Europe pendant l'Âge du fer.

## Découverte
Le casque est découvert dans la grotte des Perrats au cours de la fouille dirigée en 1981 par José Gomez de Soto, actuellement (2019) directeur de recherche émérite au CNRS, appelé par un spéléologue local, M. Raynaud, président de l’Association de recherches spéléologique de La Rochefoucauld. Au cours d'une exploration de la grotte, celui-ci avait découvert un premier fragment du casque sur un cône de terre rejetée d’un terrier. José Gomez de Soto, accompagné de Stéphane Verger, se rend sur les lieux et met rapidement en place une fouille de sauvetage, avec une autorisation de M. Papinot, conservateur régional de l'archéologie. Cette fouille est tenue secrète pour préserver les lieux de tout pillage, du fait de la nature exceptionnelle de la découverte. La poursuite des fouilles après 1981 permet de mettre au jour progressivement des fragments des éléments ornementaux externes de l'objet, par exemple en 1983, une des deux paragnathides (protège-joue) et trois autres importants fragments. La base du cimier est découverte en 1986. La fouille de la grotte et de ses niveaux archéologiques scientifiquement importants, datant du Mésolithique, de l'Âge du bronze, du second Âge du fer, de la période romaine et du haut Moyen Âge, dura jusqu'en 1994 sous la direction de José Gomez de Soto, puis fut reprise de 2002 à 2008 par l'anthropologue Bruno Boulestin, chercheur associé au CNRS, en collaboration avec lui. 

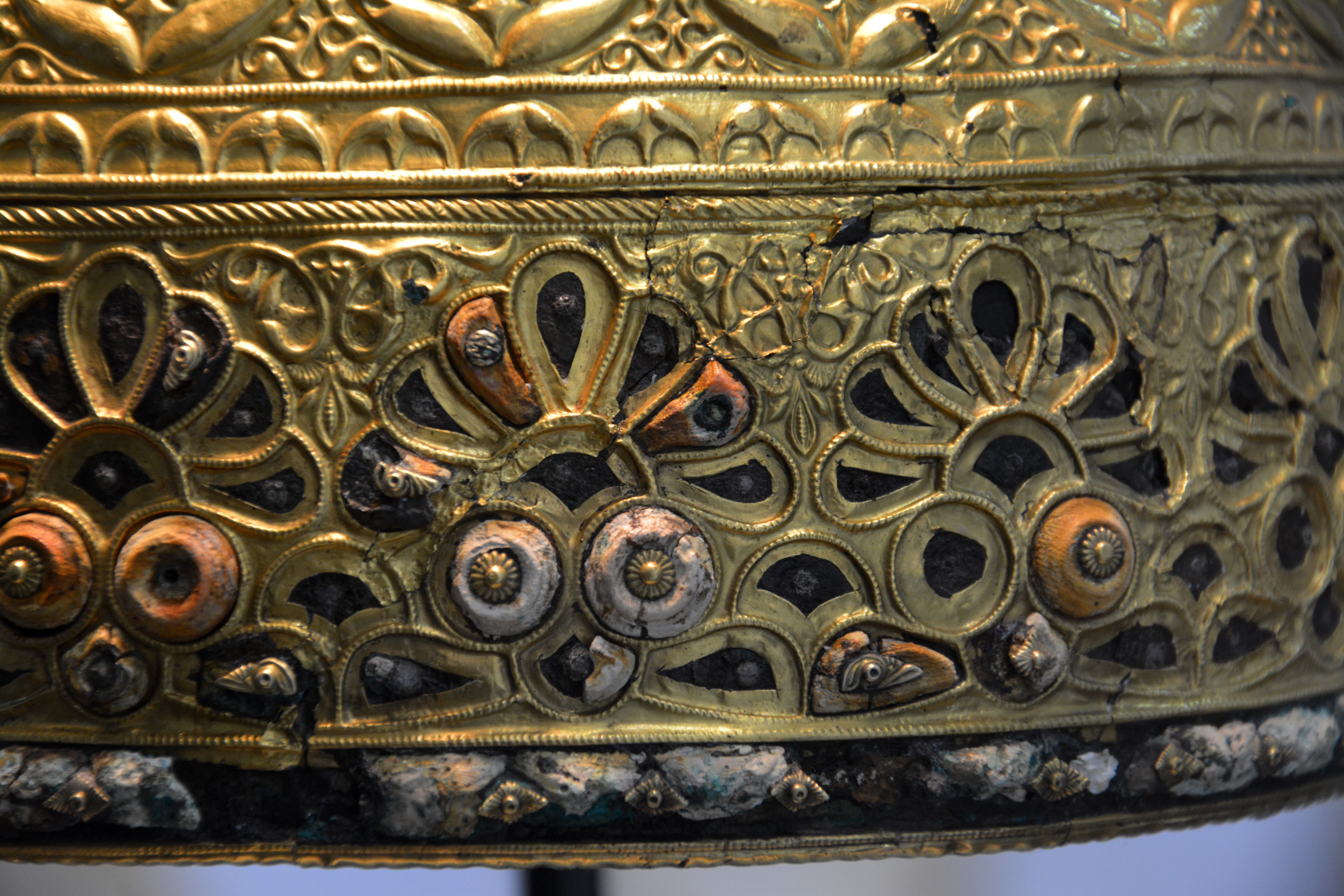
Détail de la partie basse du casque montrant les feuilles d'or repoussées, fixées par des rivets en argent à tête sertie de fleurons d'or, avec des restes d'éléments décoratifs de corail sertis dans les alvéoles de certains motifs.

Le timbre (calotte) du casque reposait, apex vers le bas et ouverture vers le haut, dans le coude d’un terrier de blaireau. Quasiment intact, il fut restauré au Romische-Germanische Zentral Museum de Mayence, spécialisé dans l'armement antique. Propriété de l’État, qui a racheté les droits du propriétaire du terrain, le casque d’Agris est aujourd’hui exposé au musée d'Angoulême.

## Description

### Matériaux employés
Le casque d’Agris est constitué d’une coque en fer martelé. Toute la surface est recouverte de bandes ornementales de bronze dont le décor, en léger relief, a été entièrement revêtu de feuilles d’or pur à 99 %, le pourtour et la calotte sont ornés de nombreux cabochons de corail fixés par une colle et des rivets d'argent. Les récentes recherches menées au Laboratoire de restauration et de recherches des Musées de France (C2RMF) au Louvre ont montré que, contrairement à ce qui était jusque-là présumé, le couvre-nuque ne serait pas riveté, mais ferait partie de la même feuille de fer que le reste du timbre.

### Description et comparaisons typologiques

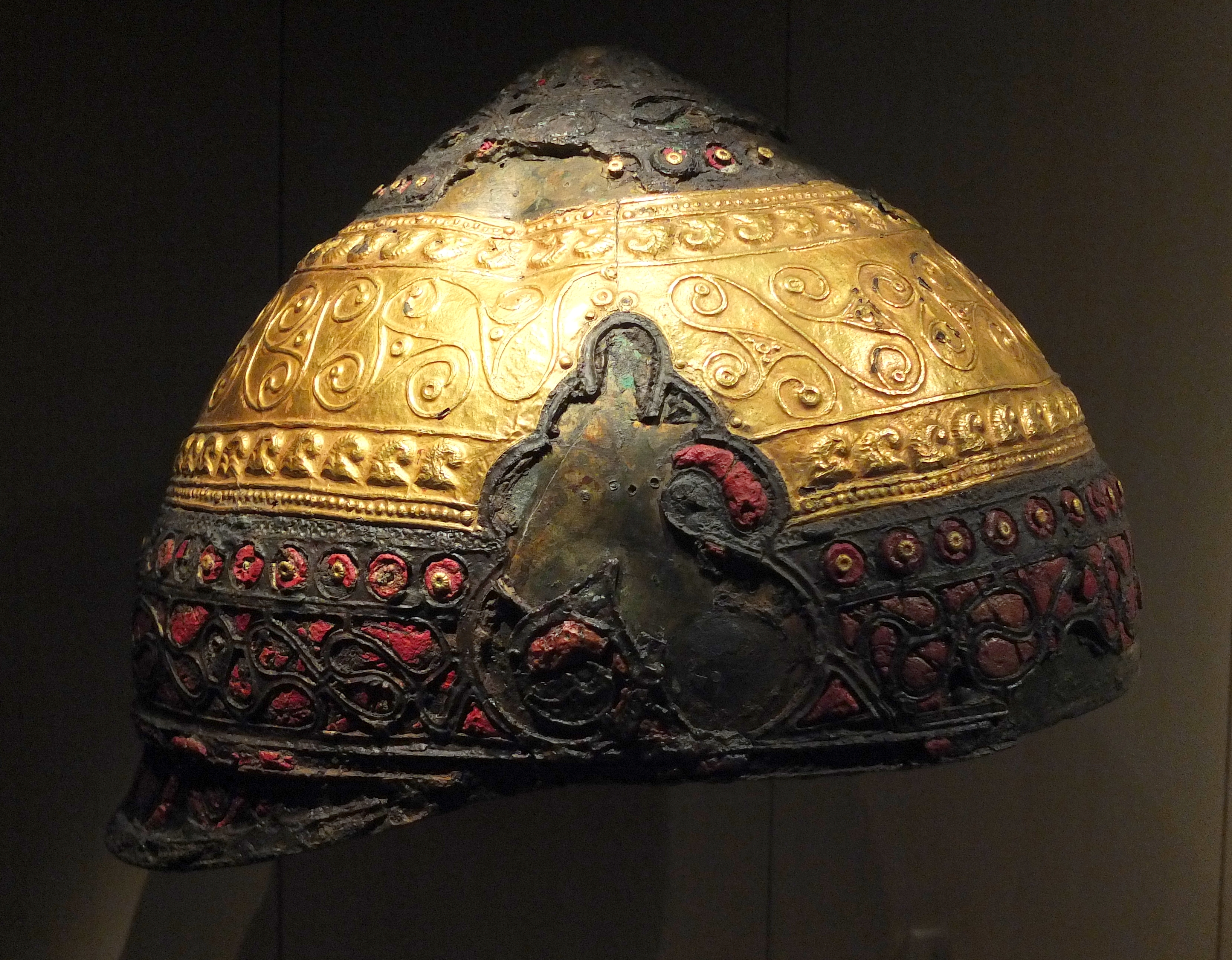
Le casque d'Amfreville.

Le casque est proche d'un très petit nombre d'autres casques d’apparat celtiques, dont le plus célèbre est celui d'Amfreville-sous-les-Monts, trouvé en Normandie, dans l'Eure ; il est cependant plus ancien que ce dernier. Il a conservé la base de son cimier et un des deux protège-joues mobiles (paragnathides) ajouré et décoré d'un serpent à tête de monstre - sans doute un carnassier - à cornes de bélier. Vu la richesse des matériaux employés et le travail d'ornementation (décors végétaux avec palmettes, lotus et motifs géométriques indéfiniment répétés), il s'agit d'un casque d'apparat, qui ne connaît aucun équivalent dans les tombes celtiques, même les plus munificentes. Le casque constitue un des chefs-d’œuvre de l'art celtique, l'analyse de l'or employé indiquant probablement un métal extrait dans le Sud-Ouest de la France, ce qui permet, en sus des éléments stylistiques, d'écarter l'hypothèse traditionnelle d'une fabrication étrusco-italique comme c'est souvent le cas pour une partie de la vaisselle métallique découverte dans les sépultures celtiques en Gaule. Il est d'ailleurs à souligner qu'à part le casque de Canosa, de fabrication celtique mais trouvé dans une tombe non celtique des Pouilles en Italie, tous les autres casques d'apparat celtiques utilisant plusieurs métaux associés à du corail ou de l'émail viennent tous de Gaule occidentale (Saint-Jean-Trolimon, Agris, Amfreville) ou du sud (Montlaurès).
Du point de vue de la technique de mise en forme de la décoration, les chercheurs de Mayence et du C2RMF s'étant livré à l'observation optique et aux analyses physico-chimiques de l'objet ont formulé plusieurs conclusions : les quatre registres décorés de la calotte, la bordure inférieure et le couvre-nuque ont été chacun revêtus de feuilles d'or après l'application d'une feuille de bronze sur la coque en fer ; ces feuilles d'or ont été fixées par simple pression au brunissoir (en bois ou en os, par exemple). La feuille d'or fine a épousé étroitement chaque aspérité des décors en relief, ceux-ci facilitant sans doute cette bonne adhérence du placage.

### Le contexte de dépôt cultuel
La grotte des Perrats, site occupé au cours du Mésolithique, du Néolithique et de l'Âge du bronze, fut pendant la période gauloise et au début de la période romaine un sanctuaire chthonien où ont été également trouvés des poteries, des pièces d'armement et des outils du second Âge du fer. La fragmentation des décors externes du casque est le résultat d'une pratique volontaire de destruction bien connue dans les sanctuaires celtiques, mais la dispersions de ses éléments (et sans doute la disparition de certains) sont la conséquence de la fréquentation ultérieure de la grotte à l'époque médiévale et de l'activité des animaux fouisseurs ayant perturbé les sédiments dans lesquels le casque se trouvait enfoui.

## Représentations dans les arts
La bande dessinée historique Le Casque d'Agris, par Luccisano, Libessart et Robakowski (4 tomes, 2005-2016) imagine l'histoire mouvementée du casque et de ses tribulations. Elle a été réalisée avec un grand sérieux quant aux reconstitutions, très fiables, y compris l'aspect du site à l'époque, le scénariste et les dessinateurs s'étant toujours entourés des spécialistes de la période.